# Aphylla brasiliensis
Aphylla brasiliensis – gatunek ważki z rodziny gadziogłówkowatych (Gomphidae). Występuje na terenie Ameryki Południowej.